# محمد ریندی
محمد ریندی (انگلیسی: Muhammad Riyandi؛ زادهٔ ۳ ژانویهٔ ۲۰۰۰) بازیکن فوتبال است. از باشگاه‌هایی که در آن بازی کرده‌است می‌توان به باشگاه فوتبال باریتو پوترا اشاره کرد. وی همچنین در تیم‌های ملی فوتبال زیر ۲۳ سال اندونزی و اندونزی بازی کرده‌است.